# Dora Hofstetter-Schweizer
Dora Hofstetter-Schweizer (* 15. April 1923 in Zürich; † 13. Juli 1986 in Pontresina, heimatberechtigt in Langnau im Emmental) war eine Schweizer Juristin und Politikerin (SP).

## Leben und Werk
Dora Hofstetter war eine Tochter des Rechtsanwalts Armin Schweizer und der Margaretha, geborene Schatzmann. Sie studierte Rechtswissenschaften an der Universität Zürich und heiratete 1949 Fritz Hofstetter. Als ihre gemeinsamen Kinder selbstständig genug waren, arbeitete sie ab 1971 Teilzeit als wissenschaftliche Sekretärin am Schweizer Institut für Volkskunde in Basel. Zudem begann sie, sich in der Politik zu engagieren. So sass sie ab 1972 für die SP im Einwohnerrat von Reinach und von 1973 bis 1981 im Baselbieter Landrat. Dora Hofstetter setzte sich 1975 intensiv für den Baustopp des Autobahnzubringers T18 im Birstal ein.
Als Verfassungsrätin amtete sie von 1979 bis 1981, als Oberrichterin von 1981 bis 1986. Zudem war sie Delegierte der SP Baselland in der Oberrheinischen Sozialistischen Internationale und Mitglied des Baselbieter Heimatschutzes. Dora Hofstetter-Schweizer setzte sich zudem für die Gleichstellung der Frauen ein.